# 病院で死ぬということ
『病院で死ぬということ』（びょういんでしぬということ）は現役の医師・山崎章郎のノンフィクション書籍。1990年10月に主婦の友社から刊行された。
1993年に映画化された。
1993年に続編『続 病院で死ぬということ―そして今、僕はホスピスに』が刊行され、1994年にテレビドラマ化されている。

## 映画
1993年に市川準監督によって映画化された。
1995年第18回エーテボリ映画祭、2004年第6回ファーイースト映画祭招待作品。1993年第67回キネマ旬報ベスト・テン第3位、読者選出第6位。
公開後の1994年8月26日にVHSが発売されたが、DVD化は2021年現在されていない。

### キャスト
- 山岡医師：岸部一徳
- 川村健二：山内明
- 野口敏夫：塩野谷正幸
- 池田春代：七尾伶子
- 野口容子：石井育代
- 川村秀子：橋本妙
- 藤井徹：田村寛
  - 岩瀬威司、松重豊、森康子、菅原大吉 ほか

### スタッフ
- 監督・脚本：市川準
- 原作：山崎章郎『病院で死ぬということ』（文春文庫）
- 音楽：板倉文
- 撮影:小林達比古
- 美術:間野重雄
- 編集:渡辺行夫
- 録音：橋本泰夫
- 現像：IMAGICA
- MA：東宝サウンドスタジオ
- スタジオ：大映スタジオ
- プロデューサー：里中哲夫（近代映画協会）
- 企画：水戸祐三、千葉茂樹
- 製作者：伊藤宏一、関谷省吾、塚本俊雄

### 受賞歴
- 第48回毎日映画コンクール監督賞
- 第3回日本映画批評家大賞作品賞
- 文化庁優秀映画作品賞
- 1995年オルレアン映画祭日本映画ビエンナーレグランプリ
- 第18回報知映画賞助演男優賞（岸部一徳）
- 第8回高崎映画祭最優秀監督賞・最優秀主演男優賞（岸部一徳）・最優秀助演男優賞（塩野谷正幸）

## テレビドラマ
1994年6月27日にTBSの月曜ドラマスペシャルで、『真昼の月〜続・病院で死ぬということ〜』としてドラマ化。原作は『続 病院で死ぬということ―そして今、僕はホスピスに』。

### キャスト（ドラマ）
- 大竹しのぶ
- 役所広司
- 内海桂子
- 深浦加奈子
- モト冬樹
- 鍵本景子
- 森田光輔
- 横山道代
- エド山口

### スタッフ（ドラマ）
- 脚本：今野勉
- 演出：井下靖央
- 原作：山崎章郎『続 病院で死ぬということ―そして今、僕はホスピスに』（主婦の友社）
- 制作会社：テレビマンユニオン、TBS

### 受賞歴（ドラマ）
- 第12回ATP賞'95 フィクション部門 優秀賞・「ベスト20番組」選出